# Hostynne-Kolonia
Hostynne-Kolonia – kolonia w Polsce położona w województwie lubelskim, w powiecie hrubieszowskim, w gminie Werbkowice. Przez miejscowość przebiega droga krajowa nr 74.
W latach 1975–1998 miejscowość administracyjnie należała do ówczesnego województwa zamojskiego. 
Wieś jest sołectwem w gminie Werbkowice. Według Narodowego Spisu Powszechnego Ludności i Mieszkań (III 2011 roku) miała 416 mieszkańców i była szóstą co do wielkości miejscowością gminy. 
Wierni Kościoła rzymskokatolickiego należą do parafii pod wezwaniem św. Jana Chrzciciela w Hostynnem.

## Historia
Ostatnim właścicielem dóbr ziemskich Hostynne był Adam, Marian hr. Komorowski-Suffczyński herbu Korczak. W roku 1919–1920 po dokonaniu parcelacji gruntów dla przybyłych osadników powstała kolonia. W miejscowości znajduje się pomnik pochodzący z 1932 roku ku czci żołnierzy 30 Pułku Strzelców Kaniowskich poległych w czasie bitwy stoczonej w trakcie wojny polsko-bolszewickiej w 1920 roku na polach Horyszowa i Kolonii Hostynne.

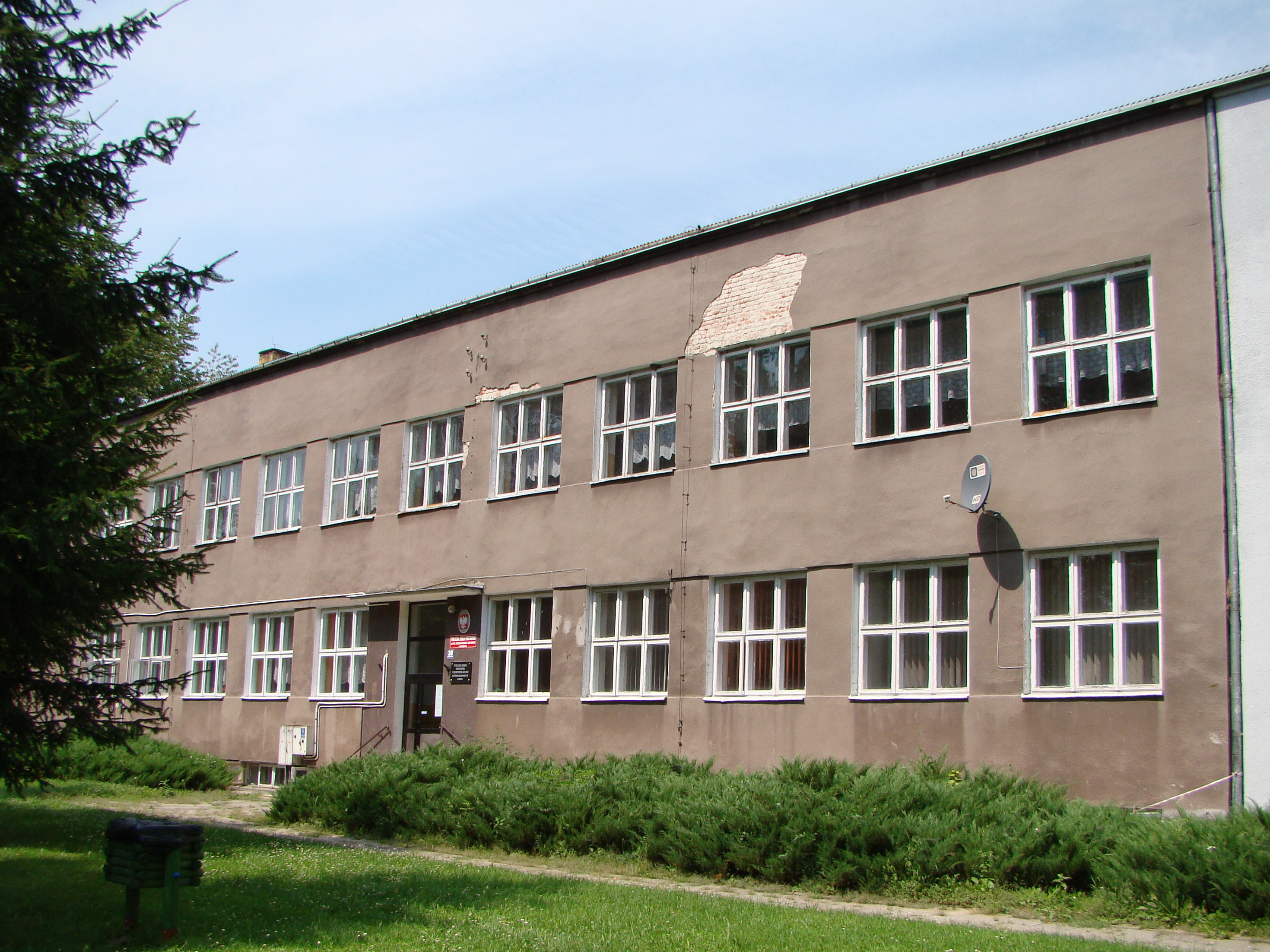
Szkoła podstawowa

W 1920 roku w dawnym pofolwarcznym drewnianym budynku utworzono pierwszą szkołę. W latach 1936–1939 wybudowano murowaną szkołę, która w czasie II wojny światowej służyła Niemcom za szpital oraz za koszary. Pierwsze lata nauki rozpoczęły się w 1945 roku. Obecnie jest to Publiczna Szkoła Podstawowa im. 30 Pułku Strzelców Kaniowskich i Armii Krajowej w Hostynnem-Kolonii.